# John Fraser
John Fraser (Inverness, 1750 — 1811) foi um botânico escocês.